# Dobra (valuta)
Dobra (Db Dobra São-tomeano) är den valuta som används i São Tomé och Príncipe utanför Afrikas västkust. Valutakoden är STN sedan den 1 januari 2018. Innan dess var valutakoden STD. 1 Dobra = 100 céntimos.
Valutan infördes 1975 och ersatte den portugisiska escudon.
Valutan har en fast växelkurs sedan 2005 till kursen 0.001 euro, det vill säga 1000 STD = 0.11 EUR och 1 EUR = 8891 STD.

## Användning
Valutan ges ut av Banco Nacional de São Tomé e Príncipe - BCSTP som grundades 1973 och har huvudkontoret i São Tomé.

## Valörer
- mynt: 500, 1000 och 2000 Dobras
- underenhet: 50 cêntimos
- sedlar: 5000, 10.000, 20.000 och 50.000 STD